# Greve no ensino público federal do Brasil em 2012

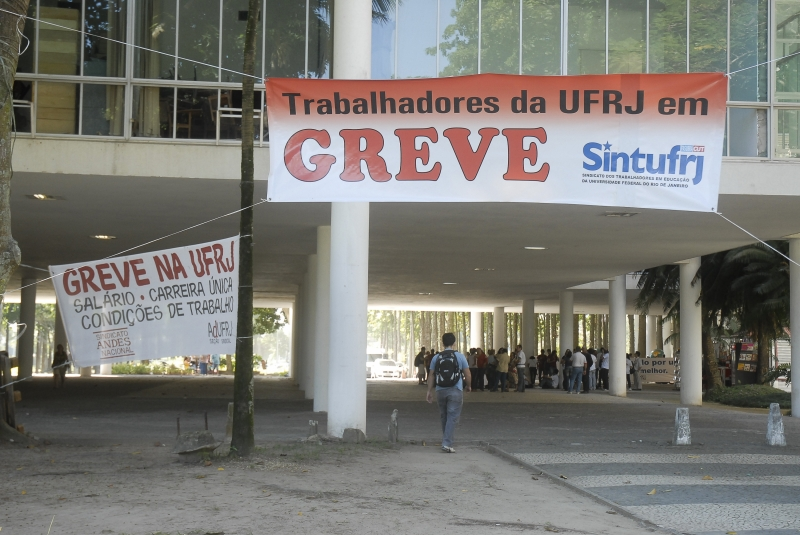
"Trabalhadores da UFRJ em greve" afirma faixa colocada por grevistas na Universidade Federal do Rio de Janeiro (Tânia Rêgo/ABr)

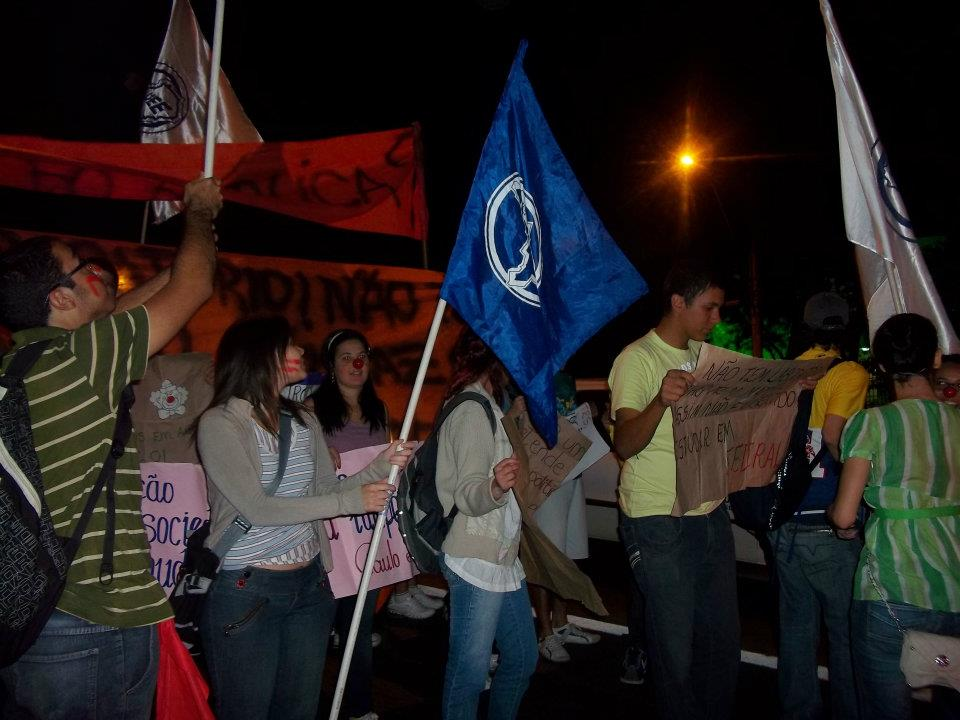
Manifestação a favor da melhoria da qualidade na educação no Brasil, na avenida Amazonas, Belo Horizonte

Em 2012, ocorreram greves em diversas instituições federais de ensino superior no Brasil, sendo considerada até então, a maior paralisação já realizada no país, com adesão de mais de 95% das instituições. O movimento iniciado em 17 de maio de 2012, com apoio de dez universidades e organizado pelo Sindicato Nacional dos Docentes das Instituições de Ensino Superior (Andes-SN), teve como reivindicações principais a reestruturação da carreira dos docentes e o reajuste salarial. Incentivado pelo movimento grevista dos professores e apoio dos estudantes, os técnicos-administrativos dessas instituições também entraram em greve. Algumas universidades paralisaram o calendário acadêmico devido ao grande atraso do cronograma pela falta de aulas. A greve teve forte adesão nacional, em uma semana, mais de quarenta insituições federais estavam em greve, afetando cerca de 100 mil estudantes. Além das reivindicações originais, houve protestos por parte de professores e alunos, a favor da melhora geral da educação no país.
O governo se pronunciou inicialmente quanto à greve por meio do então Ministro da Educação, Aloizio Mercadante, que considerou a greve precipitada. Ele afirmou: "O governo cumpriu o seu acordo. O atraso se deve à tramitação da matéria no Congresso e não por falta de motivação e compromisso do governo, que apesar disso editamos uma medida provisória para cumprir integralmente o acordo, que a negociação esteve sempre aberta e que há prazo para negociação. Estamos falando de 2012, uma negociação para só entrar em vigência em 2013. Portanto, não há razões para uma greve em maio de 2012 nessas condições".

## Andamento da greve
A greve foi anunciada pelo Sindicato Nacional dos Docentes das Instituições de Ensino Superior (Andes-SN) no início de maio de 2012 e, conforme a previsão do sindicato, começou no dia 17 de maio de 2012, uma quinta-feira. Conseguiu rápida adesão, haja vista que antes da greve, cerca de dez instituições apoiavam a paralisação e apenas um dia depois de iniciada, ela já contava, segundo os docentes, com a participação de pelo menos 29 instituições federais. Segundo o Andes-SN, a greve era de tempo indeterminado e os professores só voltariam ao trabalho depois de concluída uma negociação com o governo federal. As reivindicações até esse momento eram principalmente o estabelecimento de um plano de carreira para o professor e aumento de salário através de 13 gratificações remuneratórias e variação de 5% do salário a partir do piso nacional para um regime de 20 horas semanais, acrescido de acordo com o número de horas trabalhadas. O salário base mínimo do professor nessa situação, era calculado à época em R$ 2.329,35. Um dia após o início do movimento, o Ministério da Educação divulgou uma nota sobre a greve.
| “ | O Ministério da Educação informa que as negociações salariais com o Sindicato Nacional dos Docentes das Instituições de Ensino Superior (Andes) começaram em agosto passado, quando foi acertada a proposição de um reajuste salarial linear de 4%, a partir de março de 2012. Entretanto, diante da lenta tramitação do projeto de lei proposto pela Presidência da República ao Legislativo, o ministro Aloizio Mercadante interferiu diretamente junto a presidenta Dilma Rousseff, no sentido de retirar o PL e transformá-lo em Medida Provisória. A MP foi assinada na sexta-feira, 11, e publicada no Diário Oficial na segunda, 14, assegurando o reajuste de 4% retroativo ao mês de março, além das gratificações específicas do magistério superior (Gemas) e de atividade docente do ensino básico, técnico e tecnológico (Gedbt). Com relação ao plano de carreira dos professores e funcionários, a negociação prevê sua aplicação somente em 2013. Os recursos devem ser definidos na LDO até agosto deste ano, o que significa que há prazo e prioridade. As negociações com o Ministério do Planejamento e as representações sindicais seguem abertas. | ” |

A primeira reunião pós-greve entre os professores e o governo ocorreria em 28 de maio e falaria sobre os rumos da greve. Foi, porém, cancelada pelo Ministério do Planejamento, Orçamento e Gestão. Ela ocorreu na Esplanada dos Ministérios em 6 de junho de 2012 e teve a participação do Ministro da Educação. Aloizio voltou a afirmar que a greve foi "precipitada" e disse que o governo está cumprindo sua parte nas negociações iniciadas em agosto de 2010 sobre a reestruturação da carreira do professor. O Ministro disse que "a carreira dos docentes, antes mesmo da greve, já era uma prioridade do governo federal. Há compromisso do governo para melhorar a carreira docente". Em meio às discussões, o presidente nacional do PSDB, Sérgio Guerra, divulgou uma nota à imprensa em que criticou o ex-Ministro da Educação, Fernando Haddad e o governo federal pela greve. Em resposta, Haddad criticou o governo FHC pela situação da educação pública deixada por ele.
No final de agosto, o Andes protocolou no Ministério do Planejamento e no Planalto uma contraproposta em que a categoria abre mão de aumento e dá preferência à reestruturação da carreira. O documento pede que, a cada degrau de progressão, os professores tenham ajuste de 4% - anteriormente, o percentual desejado era 5%. O Proifes criticou a contraproposta por acreditar que ela não valoriza a titulação do profissional e poderia prejudicar a progressão na carreira, e o governo reafirmou que as negociações estavam fechadas e não voltou a discutir a contraproposta apresentada.

### Por estado

#### Amazonas
A Universidade Federal do Amazonas anunciou que aderiria a paralisação na terça-feira 15 por tempo indeterminado. Antônio Neto, presidente da Associação dos Docentes da Ufam, afirmou que os professores irão discutir com os alunos sobre a greve, ele afirmou que eles têm a intenção de "fazer uma grande movimentação em todas as unidades" e buscar o apoio dos alunos. Além da capital Manaus, os campi de outras cinco cidades no estado foram afetados.

#### Bahia
A Universidade Federal do Recôncavo da Bahia aderiram a greve, paralisando por completo desde servidores à professores, desde o mês de Maio, a Universidade Federal da Bahia resistiu a greve mas acabou também aderindo a greve definitivo em Junho, desde professores, servidores,algumas unidades, poucas em relação a maioria, estão tendo aula por conta de professores que não concordaram com a greve, mas a reitoria decretou que o sistema da UFBA estaria congelado até a universidade voltar à "normalidade".

#### Distrito Federal
Um indicativo de greve foi aprovado pelos docentes da Universidade de Brasília na quarta-feira 16 antes da greve. Eles reivindicaram principalmente a reestruturação da carreira, o presidente da Associação dos Docentes da UnB chegou a dizer que a greve da universidade não tinha como objetivo conseguir aumentos salariais.
| “ | Nossa greve não tem nada a ver com 4% ou 5%. Nós queremos é a reestruturação da carreira. | ” |

Dias antes, os professores na UnB haviam sido informados de que o Decanato de Gestão de Pessoas da universidade reajustara os salários em 4% a serem pagos a partir de junho. A medida beneficiou quase 1 milhão de funcionários e, de acordo com o Ministério do Plan

#### Espírito Santo
A Universidade Federal do Espírito Santo paralisou suas atividades desde o primeiro dia de greve. Uma reunião aconteceu no dia 17 em que os docentes decidiram por mantê-la por tempo indeterminado. Os grevistas também enfatizaram que protestam pela melhora geral da educação no país e pediram "10% do PIB para educação". A diretora da Associação dos Docentes da Ufes informou que o salário mínimo de um professor na instituição é de R$ 1,5 mil.

#### Mato Grosso
A Universidade Federal de Mato Grosso entrou em greve junto com as demais universidades do país no dia 17 de maio de 2012. Cerca de 20 mil alunos da instituição ficaram sem aulas.

#### Minas Gerais

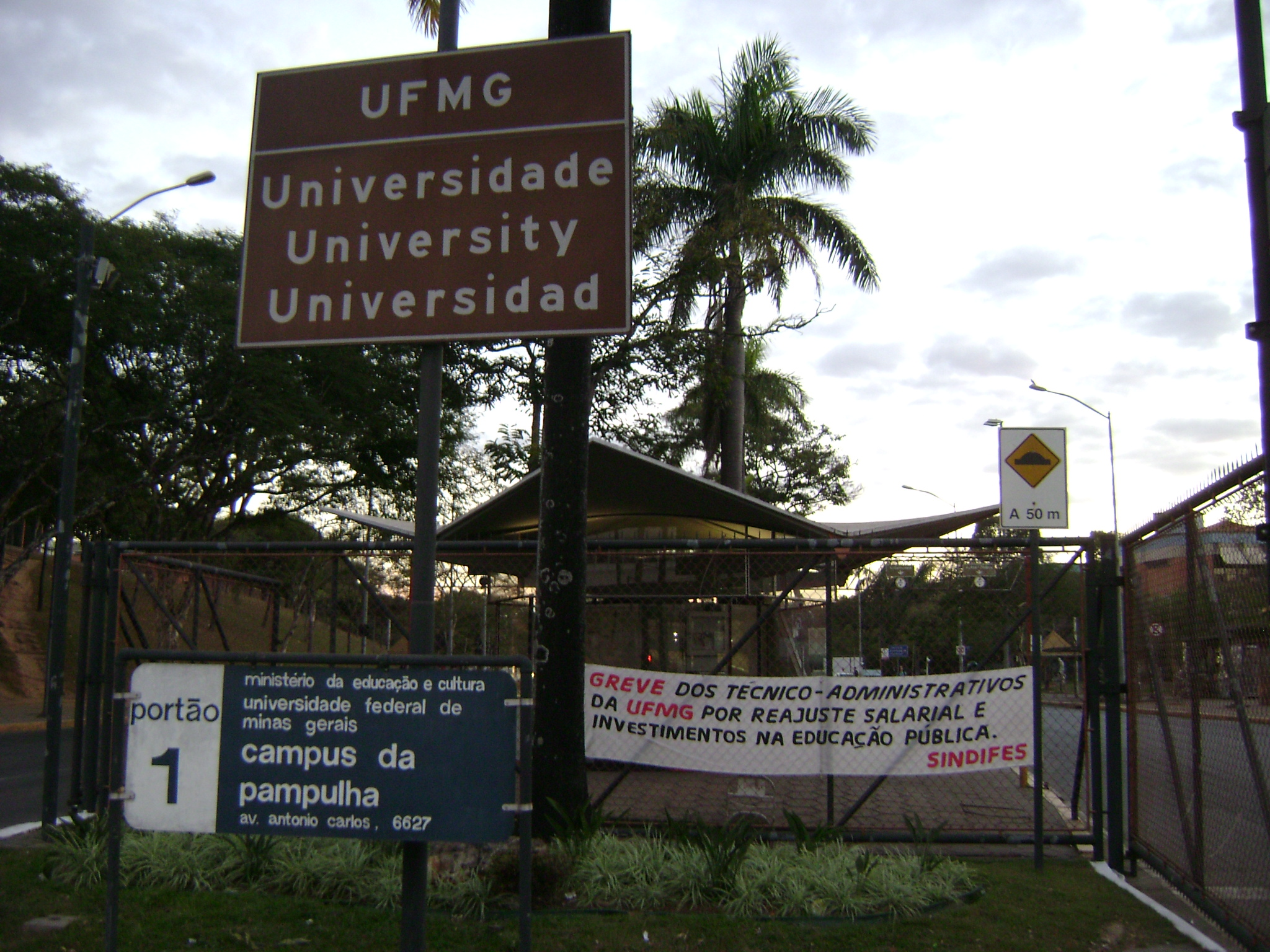
Faixa indicando greve na UFMG

No estado de Minas Gerais, diversos campi entraram em greve no dia 17 de maio de 2012. Na Universidade Federal de Lavras, cerca de 500 professores aderiram à greve, afetando mais de 9 mil alunos da instituição. As Universidade Federal de Ouro Preto e de Alfenas também aderiram à greve no mesmo dia. A Universidade Federal de Itajubá fez uma paralisação de um dia em 17 de maio e decidiu entrar em greve por tempo indeterminado a partir de segunda-feira 21. Várias outras cidades do estado foram afetadas pela greve.

#### Pará
A greve iniciou com os docentes da Universidade Federal do Pará, seguidos pelos técnico-administrativos desta mesma instituição. Em seguida UFRA e UFOPA aderiram a greve nacional. O IFPA foi a ultima instituição aderir, apenas no dia 13 de junho, no Campus Conceição do Araguaia e no dia 30 de junho no Campus Belém.

#### Paraíba
A Universidade Federal da Paraiba entrou em greve junto com as demais universidades do país no dia 17 de maio de 2012. Cerca de 40 mil alunos da instituição ficaram sem aulas. No mesmo dia a Universidade Federal de Campina Grande(UFCG) também aderiu a greve e assim as duas universidades federais do estado paralisaram as atividades.

#### Pernambuco
As 3 Universidades Federais presentes no estado entraram em greve total e parcial no dia 17 de maio, a paralisação ocorreu tanto nas unidades cedes quanto nos outros campus localizados no interior do estado, deixando milhares de alunos sem aulas. A paralisação ocorreu nas seguintes universidades:
Universidade Federal de Pernambuco - UFPE(Campus Recife, Campus Vitória e Campus do Agreste em Caruaru)
Universidade Federal Rural de Pernambuco - UFRPE(Campus Recife - Dois irmãos, Campus Garanhuns e Campus Serra Talhada)
Universidade Federal do Vale do São Francisco - UNIVASF

## Lista de instituições federais que aderiram à  greve

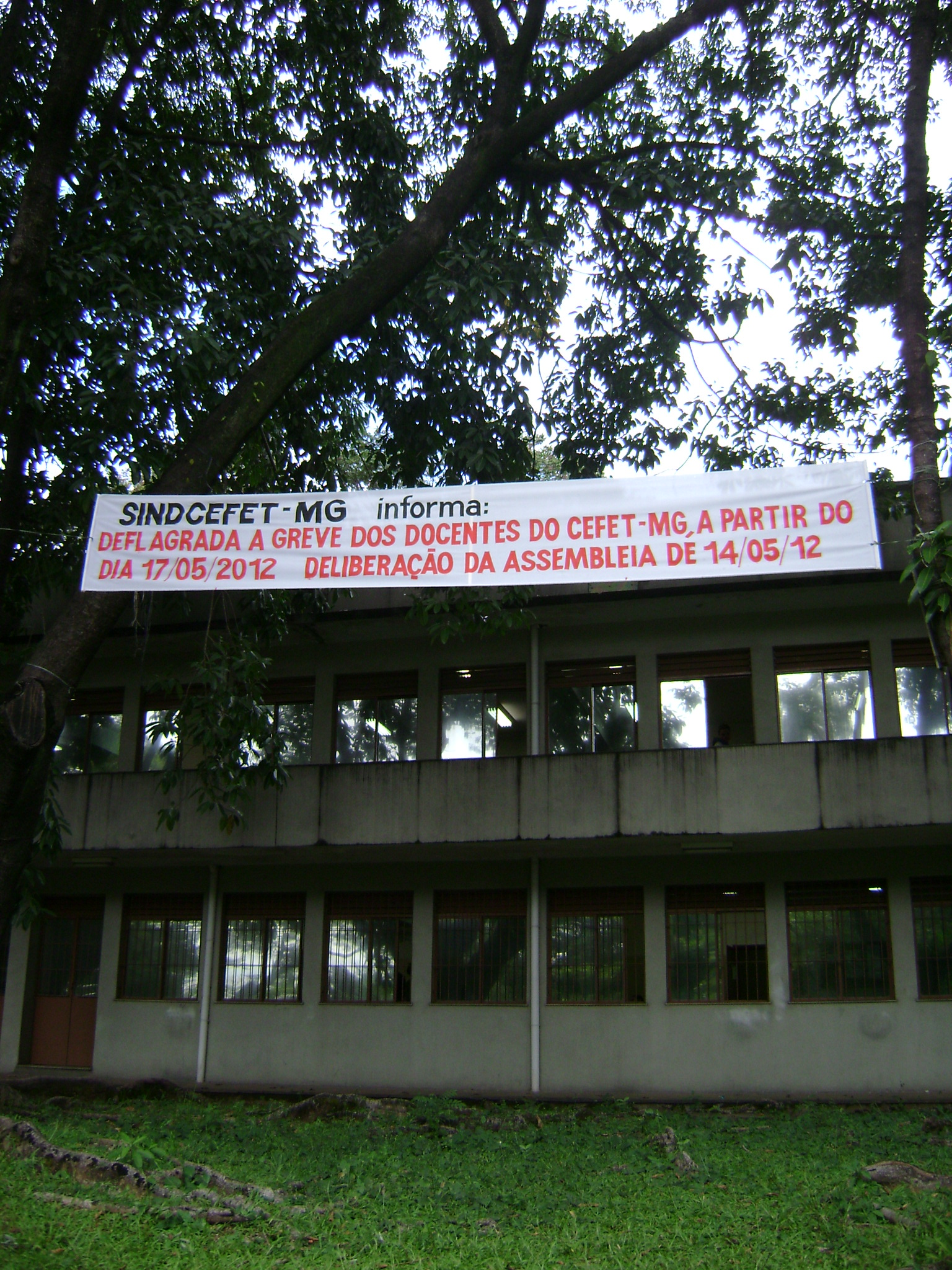
Faixa no campus II do Centro Federal de Educação Tecnológica de Minas Gerais indicando a deflagração da greve

1. Universidade Federal do Amazonas (UFAM)
2. Universidade Federal do Recôncavo da Bahia (UFRB)
3. Universidade Federal da Bahia (UFBA)
4. Universidade Federal de Rondônia (UFRO)
5. Universidade Federal Rural da Amazônia (UFRA)
6. Universidade Federal do Pará (UFPA) campus Central
7. Universidade Federal do Pará (UFPA) campus Marabá
8. Universidade Federal do Oeste do Pará (UFOPA)
9. Instituto Federal do Pará campus Conceição do Araguaia
10. Universidade Federal do Amapá (UNIFAP)
11. Universidade Federal do Maranhão (UFMA)
12. Universidade Federal do Piauí (UFPI)
13. Universidade Federal Rural do Semi-Árido (UFERSA)
14. Universidade Federal da Paraíba (UFPB)
15. Universidade Federal da Paraíba (UFPB) campus Patos
16. Universidade Federal da Paraíba (UFPB) campus Cajazeiras
17. Universidade Federal de Campina Grande (UFCG)
18. Universidade Federal Rural de Pernambuco (UFRPE)
19. Universidade Federal de Alagoas (UFAL)
20. Universidade Federal de Sergipe (UFS)
21. Universidade Federal do Triângulo Mineiro (UFTM)
22. Universidade Federal de Uberlândia (UFU)
23. Universidade Federal de Viçosa (UFV)
24. Universidade Federal de Viçosa (UFV) campus Rio Paranaíba
25. Universidade Federal de Viçosa (UFV) campus Florestal
26. Universidade Federal de Lavras (UFLA)
27. Universidade Federal de Ouro Preto (UFOP)
28. Universidade Federal de São João del-Rei (UFSJ)
29. Universidade Federal de Itajubá (UNIFEI) campus Itabira
30. Universidade Federal do Espírito Santo (UFES)
31. Universidade Federal do Paraná (UFPR)
32. Universidade Federal do Rio Grande (FURG)
33. Universidade Federal do Mato Grosso (UFMT)
34. Universidade Federal do Mato Grosso (UFMT) campus Rondonópolis
35. Universidade Federal Rural do Rio de Janeiro (UFRRJ)
36. Universidade Federal dos Vales do Jequitinhonha e Mucuri (UFVJM)
37. Universidade Tecnológica Federal do Paraná (UTFPR)
38. Instituto Federal do Piauí (IFPI)
39. Instituto Federal de Minas Gerais (IFMG)
40. Universidade Federal do Recôncavo da Bahia (UFRB)
41. Universidade Federal do Vale do São Francisco (UNIVASF)
42. Universidade Federal do Recôncavo da Bahia (UFRB)
43. Universidade Federal do Estado do Rio de Janeiro (UNIRIO)
44. Universidade Federal de Pernambuco (UFPE)
45. Universidade Federal de Goiás (UFG) campus Catalão
46. Universidade Federal de Goiás (UFG) campus Jataí
47. Universidade Federal do Acre (UFAC)
48. Centro Federal de Educação Tecnológica de Minas Gerais (CEFET-MG)
49. Universidade Federal de São Paulo (UNIFESP)
50. Universidade Federal de São Carlos (UFSCar)
51. Universidade Federal Fluminense (UFF)
52. Universidade Federal do Rio de Janeiro (UFRJ)
53. Instituto Federal Fluminense (IFF)
54. Universidade Federal do Tocantins (UFT)
55. Universidade Federal do Pampa (UNIPAMPA)
56. Universidade Federal da Bahia (UFBA)
57. Universidade Federal da Grande Dourados (UFGD)
58. Universidade Federal de Santa Maria (UFSM)
59. Universidade Federal de Santa Maria (UFSM) campus Frederico Westphalen
60. Universidade Federal de Santa Maria (UFSM) campus Palmeira das Missões
61. Centro Federal de Educação Tecnológica Celso Suckow da Fonseca (CEFET/RJ)
62. Instituto Federal da Paraíba (IFPB)
63. Universidade Federal do ABC (UFABC)
64. Universidade Federal do Ceará (UFC)
65. Universidade Federal do Mato Grosso do Sul (UFMS)
66. Universidade Federal de Minas Gerais (UFMG)
67. Universidade Federal de Alfenas (UNIFAL-MG)
68. Universidade Federal de Pelotas (UFPel)
69. Instituto Federal Fluminense (IFF)
70. Universidade Federal do Rio Grande do Sul (UFRGS)
71. Universidade Federal de Juiz de Fora (UFJF)
72. Universidade Federal de Roraima (UFRR)
73. Universidade Federal da Fronteira Sul (UFFS)
74. Instituto Federal de Roraima (IFRR)
75. Instituto Federal do Rio de Janeiro (IFRJ)
76. Instituto Federal do Tocantins (IFTO)
77. Instituto Federal Goiano (IFGoiano) campus Morrinhos, Rio Verde e Urutaí.